# إيسكيتامين
إيسكيتامين (بالإنجليزية: Esketamine) دواء يستخدم كمخدر عام، ولمعالجة الاكتئاب المقاوم للعلاج، يستخدم الإيسكيتامين عن طريق الأنف أو عن طريق الوريد.